# 沼津町
沼津町（ぬまづまち）は静岡県の東部、駿東郡に属していた町である。

## 地理
- 河川：狩野川

## 歴史

### 町名の由来
狩野川河口付近の海域が沼津海と呼ばれていたこと、すでに津（湊）が形成されていたことから。

### 沿革
- 1889年（明治22年）4月1日 - 町村制の施行により、駿東郡沼津本町の区域の一部、沼津上土町、沼津三枚橋町、沼津城内町及び東間門村の区域の一部の区域をもって、駿東郡沼津町が発足する。
- 1923年（大正12年）7月1日 - 駿東郡沼津町及び楊原村が合併して、沼津市が発足する。

## 交通

### 鉄道路線
- 鉄道省
  - 東海道本線
    - 沼津駅
- 駿豆電気鉄道（現伊豆箱根鉄道）
  - 軌道線（1963年廃止）
    - 沼津駅前 - 駿東郡役所前 - 志多町 - 三枚橋 - 平